# Antony
Antony è un comune francese di 62 906 abitanti situato nel dipartimento dell'Hauts-de-Seine nella regione dell'Île-de-France. È uno dei comuni dell'antica provincia francese dell'Hurepoix.

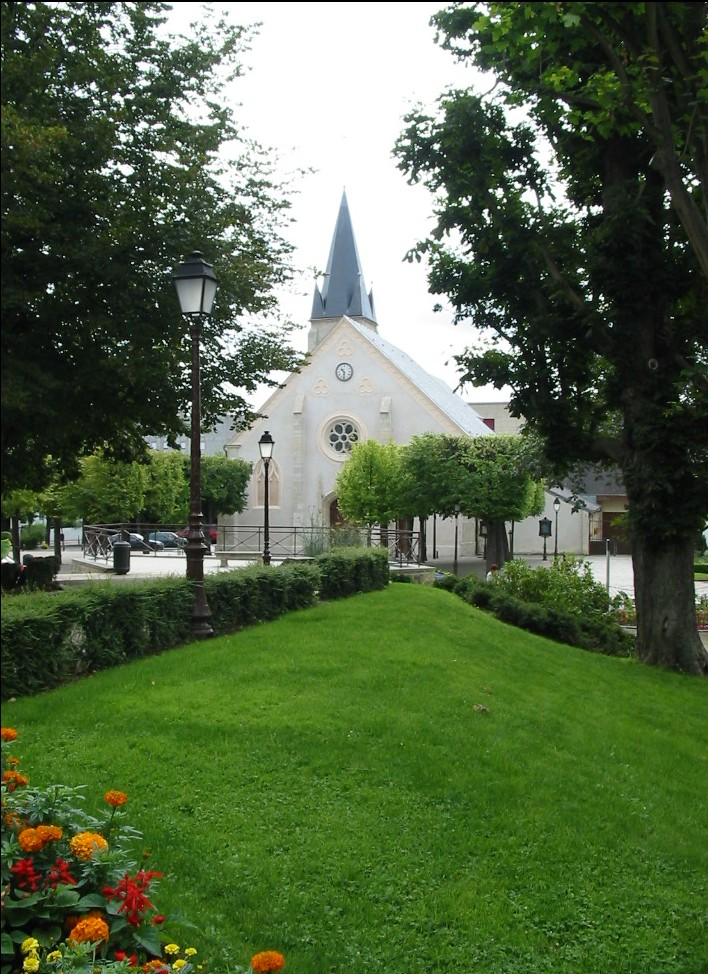
La chiesa di Saint Saturnin ad Antony

## Storia

### Simboli
Lo stemma di Antony venne adottato il 20 giugno 1919 ed è stato successivamente semplificato. La sua ultima versione risale al 1987 e si può blasonare:
Lo stemma originale del 1919 si presentava: inquartato: il 1º e il 4º dell'abbazia di Saint-Germain-des-Prés (d'azzurro, a tre gigli d'oro, a uno scudetto di nero in cuore, caricato di tre bisanti d'argento); il 2º e 3º di Hugues de Lionne (controinquartato: il 1º e 4º di rosso, a una colonna d'argento, al capo cucito d'azzurro, caricato di un leone illeopardito d'oro (Lionne), il 2º e il 3º d'azzurro, a tre bande d'oro, al capo cucito anch'esso d'azzurro, al leone nascente d'oro (Servien)), sul tutto di verde, al ponte d'argento, mattonato e finestrato di nero, fondato su una riviera d'argento.

## Società

### Evoluzione demografica
Abitanti censiti

## Amministrazione

### Gemellaggi
- Reinickendorf, dal 1966
- Lexington, dal 1989
- Lewisham, dal 1967
- Eleftheroupoli, dal 2000
- Sderot, dal 1984
- Collegno, dal 1961
- Protvino, dal 1990
- Hammam-Lif, dal 1969
- Olomouc, dal 1989